# Maudheimia wilsoni
Maudheimia wilsoni är en kvalsterart som beskrevs av Dalenius 1958. Maudheimia wilsoni ingår i släktet Maudheimia och familjen Maudheimiidae. Inga underarter finns listade i Catalogue of Life.

## Maudheimia wilsoni (Dalenius)
Det finns inget typexemplar för arten men originalbeskrivningen är tillfredsställande för säker identifiering och den återges kortfattat nedan.
Släktnamnet är satt efter Maudheim, basen för Norsk-brittisk-svenska Antarktisexpeditionen 1949-52 och artnamnet efter expeditionens läkare Ove Wilson, som upptäckte kvalsterna, gjorde inledande undersökningar och tog med exemplar till Sverige.

### Kort beskrivning
Kvalstret är triangulärt, ganska kort och brett med längd för vuxna individer på 0,661±0,001 mm och bredd 0,392-0,393 mm. Rostrum är rundat och käkarna kraftiga och har fyra tänder var. Benen har tre klor av för djuret ordinär storlek och ungefär lika stora. Behåringen är kort och sparsam och kutikulan är tunn och slät. De lägger ägg och äggen är ovala, möjligen lätt bönformade och 0,20x0,13 mm i storlek och ytan är slät, matt och lätt gulfärgad.

#### Köldhärdighet
Djuren förvarades i Maudheim i glasampuller som placerades i grottsystemets snö och efter avslutad expedition undersöktes köldhärdigheten på zoologiska institutionen i Lund, där man fann att de överlevde vid frysning till -35°C men inte -70°C. Som jämförelse anges att nordsvenska arktiska kvalster dödas vid temperaturer mellan -10°C och -25°C.

### Ekologi

#### Lokalisation
Kvalstren upptäcktes på de två nunatakerna Passat på 150 meters höjd över havet respektive Ekberget på 1 250 meters höjd över havet. Passat är diabasiskt och på 71°18´S4°03´W medan Ekberget som ligger cirka 250 kilometer från iskanten på 72°17´S0°21´W består av gnejs och amfibolit. Fynden på Ekberget gjordes på hösten i mars 1951.

#### Biotop
Kvalstren återfanns över isfria sluttningar på båda nunatakerna men sparsamt på de södra som värmdes upp minst och på de nordöstra som låg utsatta för stormar. Det var framför allt på undersidan av flata stenar som det fanns anhopningar av djur medan de var sparsamt förekommande i områden med lavar men särskilt i mossor. I artbeskrivningen diskuteras orsakerna till denna fördelning och ett antagande är att växternas fukt har en utjämnande effekt på temperaturen så att de värmetoppar under sommaren som stimulerar djurens metabolism blir lägre. Vid undersökningar på plats samt på laboratoriet visade kvalstren sig vara ljusskyende – fotofoba.